# Клостерман, Лукас
Лукас Мануэль Клостерман (нем. Lukas Manuel Klostermann; род. 3 июня 1996, Хердекке, Северный Рейн-Вестфалия) — немецкий футболист, защитник клуба «РБ Лейпциг».
Серебряный призёр Олимпиады 2016 года, вице-чемпион Бундеслиги 2016/17.

## Биография
Клостерман родился в городе Хердекке, однако свое детство уже провёл в городке Гевельсберг. Его отец работал в транспортной компании, мать до рождения сына работала в школе, затем осталась дома. У Клостермана есть младшая сестра Лиза, которая тоже играет в футбол.
До 12 лет Лукас посещал спортивную школу при клубе «Гефельсберг» из Оберлиги. Затем перебрался в детскую команду клуба «БВВ Хаген», а в 2010 оказался в «Бохуме». Отыграв два сезона в «Бохуме II» и здорово проявив себя в сборной Германии до 17 лет, был приглашён в основную команду.

## Клубная карьера
14 марта 2014 года дебютировал во Второй Бундеслиге в поединке против «Аалена» (2:0). До конца сезона провёл девять матчей, а уже летом перебрался в «РБ Лейпциг» за 400 000 евро.
В структуре «Лейпцига» сначала оказался в команде до 19 лет, выступая в юношеской Бундеслиге севера и северо-востока Германии. Также играл в Оберлиге северо-востока в составе второй команды «РБ Лейпцига». Иногда оказывался в заявке на матчи Кубка Германии, пока не дебютировал здесь 29 октября 2014 года в поединке против «Эрцгебирге» (3:1). 12 декабря в матче против «Гройтера» он дебютировал за команду в чемпионате, заменив во втором тайме Анте Ребича.
24 апреля 2015 года в поединке против «Дармштадт 98» Лукас забил свой первый гол за «РБ Лейпциг». В сезоне 2015/16 принял участие в 30 матчах Второй Бундеслиги, забил ещё один гол, а его команда заняла второе место и напрямую вышла в элитный дивизион. 10 сентября в матче против дортмундской «Боруссии» Лукас дебютировал в Бундеслиге. «Лейпциг» стал главным открытием первой половины чемпионата не только в Германии, но и во всей Европы. Лишь из-за поражения «Баварии» в последнем матче года команда не смогла уйти на перерыв в качестве чемпиона. Однако участие Клостермана в этом празднике было минимальным. Из-за тяжелой травмы колена он пропустил весь сезон, а свой следующий матч проведёт лишь 13 августа 2017 года. 26 октября 2016 года продлил контракт с «РБ Лейпцигом» до 2021 года. 3 мая 2019 года оформил свой первый дубль в карьере, в матче против «Майнца» (3:3).

## Международная карьера
В 2015 году в составе юношеской сборной Германии Кристиансен принял участие в молодёжном чемпионате Европы в Греции. На турнире он сыграл в матче против Испании, Нидерландов и России.
В 2016 году в составе олимпийской сборной Германии Лукас стал серебряным призёром Олимпийских игр в Рио-де-Жанейро. На турнире он сыграл в матчах против команд Мексики, Южной Кореи, Фиджи, Португалии, Нигерии и Бразилии. В поединке против нигерийцев Клостерман забил гол.
В 2019 году в составе молодёжной сборной Германии Клостерман принял участие в молодёжном чемпионате Европы в Италии. На турнире он сыграл в матчах против команд Дании, Сербии, Австрии, Румынии и Испании.
20 марта 2019 года в товарищеском матче против сборной Сербии Клостерман дебютировал за сборную Германии.

### Голы за олимпийскую сборную Германии
| #  | Дата            | Место                                 | Противник | Счёт | Результат | Соревнование          |
| -- | --------------- | ------------------------------------- | --------- | ---- | --------- | --------------------- |
| 1. | 17 августа 2016 | Арена Коринтианс, Сан-Паулу, Бразилия | Нигерия   | 1:0  | 2:0       | Олимпийские игры 2016 |

## Достижения
«РБ Лейпциг»
- Обладатель Кубка Германии (2): 2021/22, 2022/23

Германия (до 23)
- Олимпийские игры — 2016